# Attentato a Hitler del 20 luglio 1944
L'attentato del 20 luglio 1944 fu un tentativo di colpo di stato tramite l'assassinio di Adolf Hitler, organizzato da oppositori militari, politici e della nobiltà tedesca. I congiurati vedevano nella morte del dittatore l'elemento fondamentale per il rovesciamento del regime nazista. Tuttavia, Hitler rimase solo lievemente ferito dall'esplosione della bomba che doveva ucciderlo, depositata dal colonnello della Wehrmacht Claus Schenk von Stauffenberg. Il tentativo, che faceva parte di un piano più ampio, denominato in codice Operazione Valchiria, ebbe luogo all'interno della Wolfsschanze (nota in italiano come "Tana del Lupo"), quartier generale del Führer, a Rastenburg, nell'allora Prussia Orientale.
Se il piano avesse avuto successo, dopo l'eliminazione di Hitler, i membri della congiura avrebbero assunto il potere a Berlino instaurando un nuovo regime per negoziare una pace separata con gli Alleati, allo scopo di evitare la disfatta militare e l'invasione della Germania da ovest, continuando la guerra ad est contro l'Unione Sovietica. L'attentato fu pianificato sfruttando la possibilità che offriva il piano Walküre, ossia la mobilitazione della milizia territoriale in caso di colpo di Stato o insurrezione interna, opportunamente modificato dal colonnello von Stauffenberg. L'esplosione dell'ordigno uccise tre ufficiali e uno stenografo.
Il fallimento del colpo di Stato fu dovuto alle lacune nella sua preparazione e all'esitazione seguita nelle prime ore dopo l'attentato nell'attuare il piano per assumere il controllo del potere amministrativo e militare. La vendetta attuata dai nazisti portò all'arresto di circa 5000 persone, tra membri della congiura e parenti, questi ultimi internati nei lager.

## Premesse

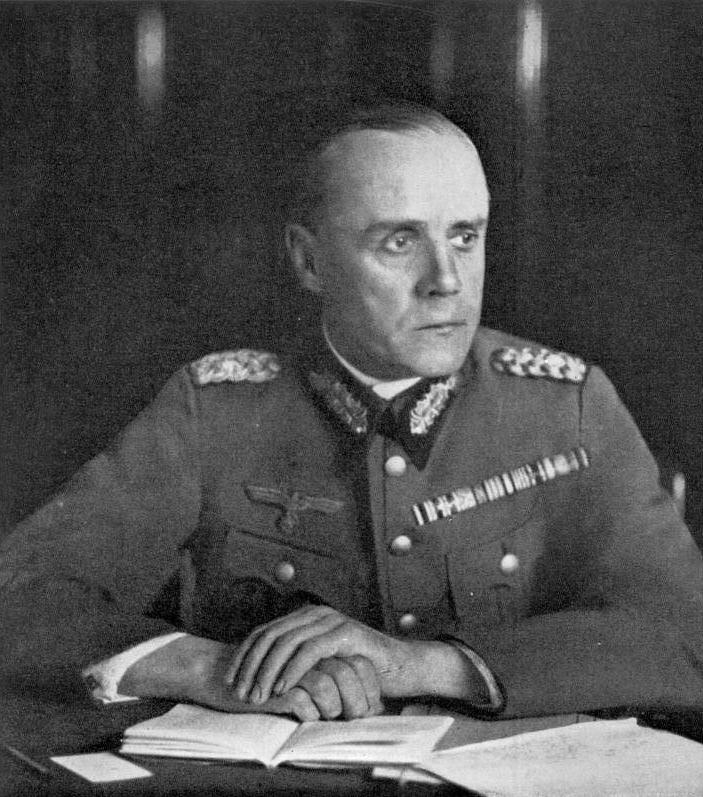
Il generale Ludwig Beck, uno tra i principali oppositori di Hitler e del regime nazista in ambito militare

Alcuni ufficiali dell'esercito tedesco, negli anni precedenti, avevano espresso critiche al regime nazista, in particolare durante gli avvenimenti svoltisi tra il 1933 e il 1938, quando i più alti membri delle gerarchie dell'esercito erano entrati in contrasto con Hitler. Il generale Ludwig Beck rassegnò le dimissioni, ipotizzando già un possibile rovesciamento del regime di Hitler, ma anche altri importanti personaggi compirono lo stesso gesto in seguito all'Anschluss (l'annessione dell'Austria alla Germania) e allo scandalo Fritsch-Blomberg, che provocò l'allontanamento del generale Werner von Fritsch e del feldmaresciallo von Blomberg.

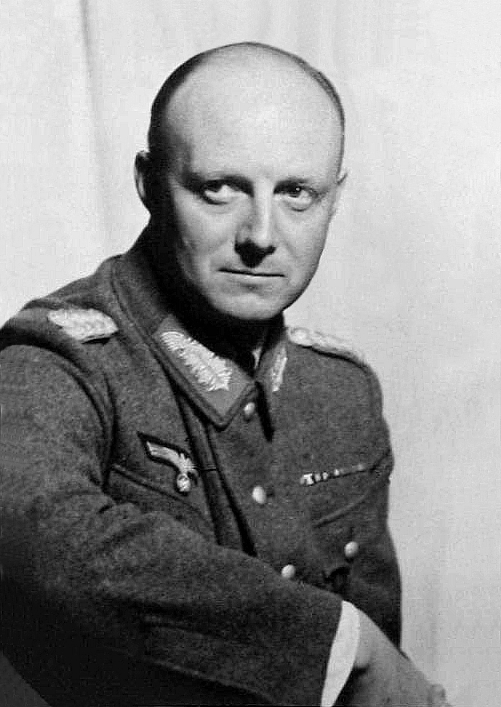
Il generale Henning von Tresckow

L'opposizione in ambito militare crebbe man mano che le sorti del conflitto volgevano a sfavore della Germania, con lo scopo di favorire una pace separata con gli Alleati ed evitare così una possibile distruzione del paese. Queste idee, in virtù del giuramento di fedeltà al Führer, non si manifestarono mai apertamente. Alcuni piani per un rovesciamento del regime, per impedire a Hitler di scatenare una nuova guerra mondiale, vennero preparati già nel 1938 e nel 1939, ma non furono portati avanti a causa dell'indecisione dei generali dell'esercito Franz Halder e Walther von Brauchitsch e della fallimentare strategia delle potenze occidentali nel contrastare la politica aggressiva del Führer.
Ai dissensi in ambito militare si affiancarono altri di tipo religioso, come quelli del cardinale Clemens August von Galen e del vescovo Theophil Wurm, che protestarono contro l'attuazione del programma di eutanasia, e civile, promossi da gruppi organizzati quali l'Orchestra Rossa e la Rosa Bianca. Questi movimenti iniziarono a manifestarsi nel 1938, quando gruppi dell'Abwehr e della Wehrmacht cominciarono a pianificare un rovesciamento del regime di Hitler; i primi furono i generali Hans Oster e Ludwig Beck ed il feldmaresciallo Erwin von Witzleben, che stabilirono in seguito contatti con numerose personalità politiche, come Carl Goerdeler e Helmuth von Moltke.
Nel 1942, anche a seguito dei primi insuccessi della Wehrmacht, il colonnello Henning von Tresckow, membro dello stato maggiore del feldmaresciallo Fedor von Bock, formò un nuovo gruppo di ufficiali che divenne presto il centro della cospirazione. Tuttavia la notevole protezione di cui godeva Hitler rappresentava un problema per la progettazione e l'attuazione di un attentato. Nel 1942 l'adesione al gruppo di Tresckow del generale Friedrich Olbricht, che controllava il sistema indipendente di comunicazioni delle unità di riserva, gettò la base per l'attuazione di un colpo di Stato.
Nel 1943, Tresckow, all'epoca capo di stato maggiore dell'Heeresgruppe Mitte, partecipò a tre infruttuosi tentativi di uccidere il dittatore. Il primo, il 17 febbraio a Zaporižžja nel quartier generale dell'Heeresgruppe Süd, non si concretizzò a causa dell'opposizione del feldmaresciallo Erich von Manstein. Il secondo, il 13 marzo a Smolensk durante la visita di Hitler allo stato maggiore dell'Heeresgruppe Mitte, quando il colonnello Fabian von Schlabrendorff consegnò ad Heinz Brandt, un ufficiale dello stato maggiore che viaggiava in aereo con il Führer, un pacchetto, ufficialmente contenente alcoolici, provvisto invece di due piccole cariche esplosive sufficienti per fare precipitare l'aereo. Le cariche tuttavia non esplosero. Il terzo, infine, avvenne il 21 marzo 1943 a Berlino, quando al colonnello Rudolf Christoph Freiherr von Gersdorff fu affidato l'incarico di accompagnare Hitler ad una mostra di materiale bellico catturato al nemico. Tresckow chiese a von Gersdorff se fosse disponibile a sacrificarsi facendosi saltare in aria mentre si trovava accanto a lui ma, dopo averne ricevuto l'assenso, la visita del Führer si svolse così rapidamente da non dare il tempo di azionare le spolette, costringendo von Gersdorff ad uscire per disinnescarle.

## La pianificazione dell'attentato
L'idea di un attentato ai danni del Führer nacque durante un incontro avvenuto nel settembre 1943 tra il feldmaresciallo Günther von Kluge, il generale a riposo Ludwig Beck, il dottor Carl Friedrich Goerdeler e il generale Olbricht, nell'appartamento di quest'ultimo.
Goerdeler era stato sindaco di Lipsia e, per un breve periodo, commissario del Reich per il controllo dei prezzi. Era uno dei maggiori oppositori alla politica del Führer, e fautore di una nuova forma di governo nella quale egli stesso avrebbe dovuto ricoprire la carica di Cancelliere, mentre il generale Beck, ex capo di stato maggiore dell'esercito (aveva rassegnato le dimissioni dopo l'Anschluss, non condividendo la politica aggressiva di Hitler), avrebbe dovuto essere il nuovo Capo di Stato. Il motivo della riunione risiedeva nella richiesta del feldmaresciallo von Kluge, comandante dal dicembre 1941 all'ottobre 1943 dell'Heeresgruppe Mitte sul fronte orientale, di un incontro con il generale Beck per esprimere la sua preoccupazione sull'andamento della guerra e sull'impossibilità di proseguirla su due fronti, e in merito alla necessità di prendere una decisione per eliminare Hitler, ritenendo che questo avrebbe evitato la distruzione del paese e l'invasione sovietica della Germania.
Le condizioni per la realizzazione di un attentato, tuttavia, erano peggiorate, perché Hitler non appariva quasi più in pubblico e raramente si recava a Berlino. Infatti, dal 24 giugno 1941, due giorni dopo l'inizio dell'operazione Barbarossa, aveva spostato il suo quartier generale a Rastenburg, nella Wolfsschanze, spostandosi solo occasionalmente nella sua residenza estiva del Berghof. Heinrich Himmler e la Gestapo, inoltre, nutrivano sospetti sulla possibilità di un complotto contro Hitler, sospettando un coinvolgimento da parte degli ufficiali dello Stato maggiore generale.

### L'ingresso di Stauffenberg nei cospiratori
Nell'agosto 1943, Tresckow incontrò per la prima volta un giovane ufficiale invalido, il tenente colonnello Claus Schenk von Stauffenberg. Questi era stato gravemente ferito in Tunisia, perdendo la mano destra, due dita della mano sinistra e l'occhio sinistro. Stauffenberg aveva un orientamento politico conservatore, nazionalista e cattolico e, dall'inizio del 1942, aveva condiviso il pensiero largamente diffuso tra gli ufficiali dell'esercito che il proseguimento della guerra avrebbe portato la Germania al disastro e che Hitler avrebbe dovuto essere rimosso dal potere. Inizialmente i suoi scrupoli religiosi gli avevano impedito di giungere alla conclusione che l'assassinio fosse il modo per raggiungere questo scopo, ma cambiò idea dopo la sconfitta della 6ª armata a Stalingrado, nel gennaio 1943.
Stauffenberg venne contattato dai cospiratori, accettando di unirsi all'organizzazione. Dopo avere ricevuto la nomina di capo di stato maggiore dell'esercito territoriale, sotto il diretto comando del generale Olbricht, rielaborò insieme a von Tresckow e al maggiore Hans-Ulrich von Oertzen la strategia del colpo di stato, modificando radicalmente gli ordini di mobilitazione della riserva in caso di morte di Hitler. Secondo questi nuovi ordini, la riserva avrebbe dovuto arrestare le più alte personalità naziste e le SS. La scelta su chi dovesse compiere materialmente l'attentato cadde proprio sul colonnello von Stauffenberg, per l'opportunità che questi aveva di avvicinare il Führer durante le riunioni alla "Wolfsschanze".

### La posizione di Rommel
Fin dai tempi della campagna del Nordafrica, Erwin Rommel si era sentito profondamente deluso dalle decisioni strategiche di Hitler. Ai suoi subalterni più fidati aveva confessato che non si poteva vincere la guerra, che Hitler avrebbe dovuto fare largo ad altri capi militari e che le direttive di politica interna avrebbero dovuto seguire nuove direzioni. Questo stato d'animo durò fino all suo arrivo in Francia, dove giunse alla convinzione di dover porre fine alla guerra, ma in una condizione militare che mettesse al riparo la Germania dal rischio di un conflitto prolungato su più fronti. Il 15 maggio 1944 a Marly, presso Parigi, Hans Speidel, elemento di punta della ramificazione occidentale del complotto, si incontrò con Rommel e von Stülpnagel, coi quali discusse su come terminare il conflitto a occidente. La soluzione più pratica sarebbe stata quella di iniziare negoziati di pace segreti con gli Alleati, soluzione ipotizzabile però solo prima dello Sbarco in Normandia.
Ciononostante Rommel proseguì con impegno i preparativi per respingere l'invasione, ed è probabile che il dibattito tra Rommel, Speidel e von Stülpnagel si mantenesse solo su un piano teorico. L'idea di un coinvolgimento di Rommel è credibile, ma altrettanto credibile è il suo netto rifiuto di ogni proposito di uccidere Hitler.
Il 6 giugno 1944 gli Alleati sbarcarono in Normandia, e Rommel fu totalmente assorbito dalla battaglia, che tre settimane dopo riconobbe come perduta. Ogni possibilità di rovesciamento politico svanì, ma Rommel cercò in diverse occasioni di persuadere Hitler che la situazione militare non offriva più alcuna garanzia, e solo una resa avrebbe evitato il peggio.
Secondo Rommel, il suo assassinio avrebbe trasformato Hitler in un martire agli occhi del popolo tedesco. Molto probabilmente Rommel non era a conoscenza dei dettagli del piano di uccidere Hitler, e l'accusa di "conoscenza colpevole" con un coinvolgimento diretto, e soprattutto l'accusa di aver ideato l'attentato, sono da considerarsi infondate.

### Il piano Valchiria

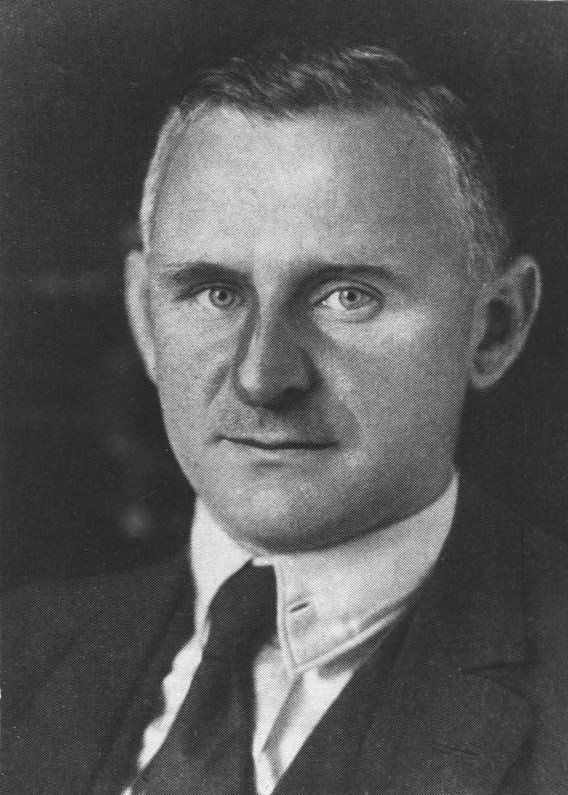
Carl Friedrich Goerdeler avrebbe dovuto ricoprire nel nuovo Governo la carica di Cancelliere del Reich

Nel 1943 Olbricht aveva presentato una nuova strategia per la realizzazione del colpo di Stato. L'esercito territoriale (l'Ersatzheer), aveva un piano operativo denominato "operazione Valchiria", utilizzabile in caso di rivolta interna o nei territori occupati. I vertici militari avevano infatti considerato l'ipotesi che la mancanza di ordine e di controllo, dovuta alla distruzione delle città a causa dei bombardamenti e nelle conseguenti difficoltà di controllare le strutture necessarie a trattenere i milioni di lavoratori forzati occupati nelle fabbriche tedesche, sarebbe potuta sfociare in una ribellione o in una insurrezione.

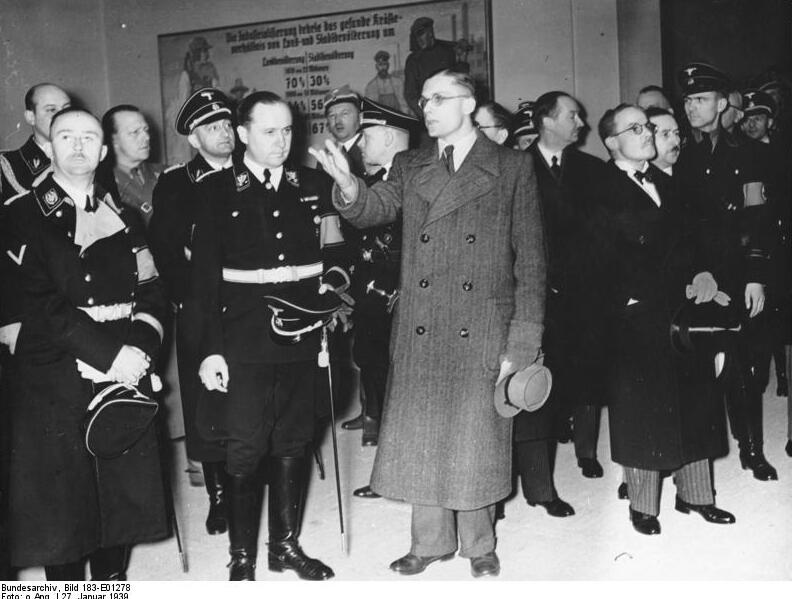
Wolf-Heinrich von Helldorf (alla sinistra di Heinrich Himmler), capo della polizia di Berlino, garantì la collaborazione delle forze dell'ordine della capitale durante il colpo di Stato

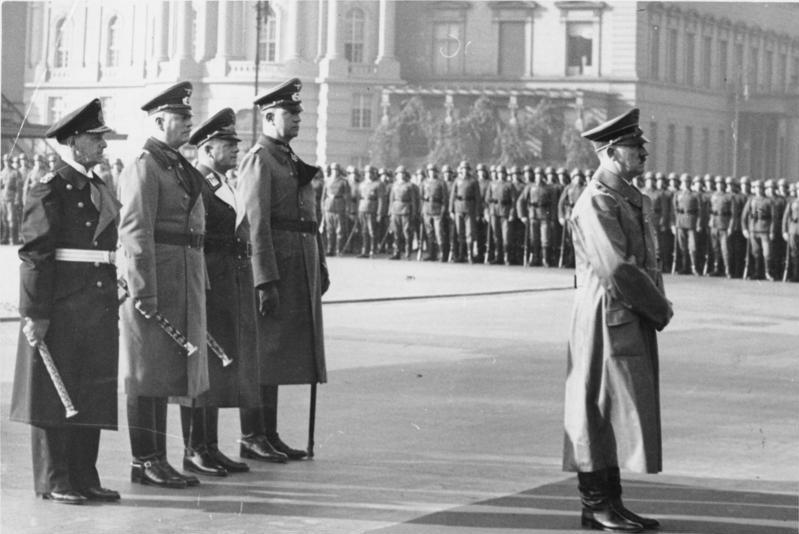
Il generale Friedrich Fromm (quarto da sinistra), comandante dell'esercito territoriale

Olbricht suggerì che questo piano avrebbe potuto essere utilizzato per mobilitare l'esercito territoriale non contro la minaccia preventivata, ma viceversa contro le SS e i vertici del partito. Tra l'agosto e il settembre 1943 venne quindi redatto un nuovo piano Walküre da von Tresckow, che introdusse nuovi ordini supplementari per l'occupazione dei ministeri del governo di Berlino, del quartier generale di Hitler nella Prussia Orientale, delle stazioni radio e delle centrali telefoniche, oltreché per la liberazione dei campi di concentramento. L'operazione Valchiria poteva essere messa in atto esclusivamente dal generale Friedrich Fromm, comandante dell'esercito territoriale, che quindi si trovò nella posizione di dover partecipare alla congiura oppure essere arrestato assieme agli altri funzionari governativi e ai militari che fossero rimasti fedeli ad Hitler.
Il ruolo di Stauffenberg era indispensabile per l'attuazione del piano. Durante il colpo di Stato che avrebbe seguito la morte del Führer, Stauffenberg avrebbe dovuto fare immediatamente ritorno a Berlino per prendere il comando della milizia territoriale mentre il capo ufficio segnalazioni Fellgiebel, avrebbe dovuto telefonare a Berlino per dare la notizia della morte di Hitler, e ricevuta la notizia, il generale Friedrich Olbricht assieme al nuovo capo di stato maggiore, al colonnello Albrecht Mertz von Quirnheim e ad altri ufficiali favorevoli al rovesciamento del governo, avrebbero avviato il piano Walküre. Questo era tuttavia debole in diversi punti: il generale Fromm era a conoscenza del complotto, ma fino a quel momento non aveva fatto nulla per fermarlo, e tra i congiurati si era fatta largo la convinzione che parimenti non avrebbe fatto nulla per ostacolarlo. Egli tuttavia aveva condizionato la sua adesione alla riuscita del colpo di Stato, ossia non ne avrebbe preso parte fino a quando il successo non fosse stato assicurato, quindi, in caso di fallimento era lecito pensare che si sarebbe schierato contro i partecipanti. In questo modo il suo eventuale rifiuto di inoltrare gli ordini relativi al piano, avrebbe impedito ai comandanti dei distretti militari la loro conferma, con il pericolo che questi avrebbero potuto opporre il rifiuto di eseguirli.
La verifica della morte di Hitler era un'altra delle variabili essenziali alla riuscita del piano, poiché, se l'attentato fosse fallito, le possibilità di iniziare l'operazione Valchiria erano praticamente inesistenti dato che i comandanti dei distretti non avrebbero obbedito ad ordini provenienti dalla milizia territoriale, se questi si fossero basati sulla notizia inesatta della morte del Führer. Il tempo necessario a von Stauffenberg per fare ritorno a Berlino, pari a circa tre ore, aggiungeva difficoltà al piano, poiché gli ordini per la mobilitazione della riserva territoriale erano firmati da Olbricht e da von Quirnheim; tuttavia, se dai distretti militari fosse pervenuta la richiesta, questi avrebbero dovuto essere confermati da Fromm, e di conseguenza von Stauffenberg non avrebbe potuto confermare nessun ordine prima del suo ritorno a Berlino. Inoltre, se gli ordini non fossero partiti o se il blocco delle comunicazioni non avesse retto, lo stato maggiore di Hitler avrebbe potuto emanare i relativi contrordini.

## L'attentato

### I giorni precedenti l'attentato

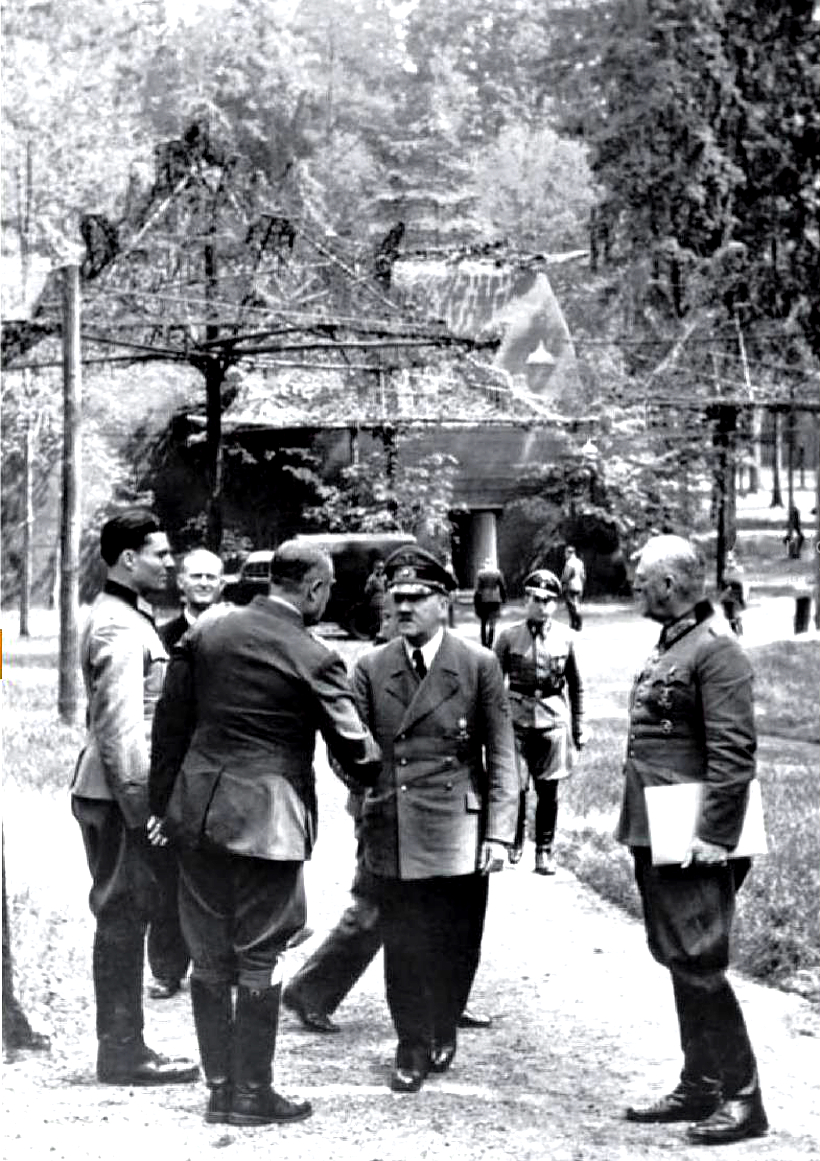
A sinistra il colonnello Claus Schenk von Stauffenberg durante l'incontro con Adolf Hitler alla Wolfsschanze, a destra il feldmaresciallo Wilhelm Keitel e, di spalle, il generale Karl-Heinrich Bodenschatz, 15 luglio 1944

Sabato 1º luglio 1944, su proposta del generale Rudolf Schmundt, Stauffenberg venne nominato capo di stato maggiore del generale Fromm presso la sede dell'esercito territoriale al Bendlerblock, nel centro di Berlino, al posto del maggiore generale Gerhard Kühne. Il nuovo incarico permetteva a von Stauffenberg di partecipare alle riunioni informative di Hitler, sia alla Wolfsschanze che a Berchtesgaden, offrendogli la possibilità di uccidere personalmente Hitler. Nel frattempo nuovi elementi si erano aggiunti alle file dei congiurati e, tra questi, il generale Carl-Heinrich von Stülpnagel, comandante militare in Francia, il quale, dopo la morte di Hitler, avrebbe preso il controllo di Parigi con l'intento di negoziare un armistizio con le forze Alleate.
Il 7 luglio il generale Stieff ebbe la possibilità di uccidere Hitler durante una mostra di nuove divise presso il castello di Klessheim, vicino a Salisburgo, senza tuttavia riuscire ad agire, mentre l'11 luglio von Stauffenberg partecipò ad una conferenza alla presenza di Hitler, portando una bomba nella sua valigetta di pelle di maiale, ma, a causa della precedente decisione dei cospiratori, che ritenevano imprescindibile uccidere il Führer eliminando contemporaneamente Hermann Göring ed Heinrich Himmler, l'attentato non venne realizzato a causa della mancata presenza di quest'ultimo.
Quando von Stauffenberg il 15 luglio si recò nuovamente alla Wolfsschanze, la decisione di uccidere Hitler insieme ad Himmler era stata abbandonata ed il piano ora consisteva nel posizionare la valigetta con la bomba, dotata di un innesco a tempo, all'interno del bunker di cemento dove usualmente si tenevano le riunioni, uscire con un pretesto e attendere l'esplosione, per poi fare ritorno a Berlino dove, dal Bendlerblock, l'edificio del ministero della guerra eletto a quartier generale della cospirazione, si sarebbe dato il via all'operazione Valchiria. Anche in questa occasione tuttavia, nonostante alla riunione fossero presenti sia Himmler che Göring, l'attentato non poté essere realizzato, in quanto Hitler venne chiamato fuori dalla stanza all'ultimo momento.

### Il 20 luglio 1944

Mappa del complesso della Wolfsschanze, la "Tana del Lupo". L'edificio contrassegnato con il numero 6 è la sala delle conferenze, dove avvenne l'attentato.

Il mattino del 20 luglio 1944 von Stauffenberg si recò nuovamente alla Wolfsschanze, dove era stato convocato per rappresentare il suo diretto superiore, il generale Fromm, allo scopo di riferire sulle divisioni che la milizia territoriale stava creando in previsione dell'avanzata sovietica e avrebbe dovuto presentare il suo rapporto ad Hitler durante la riunione quotidiana che questi teneva insieme al suo stato maggiore. In compagnia del colonnello vi erano il tenente Werner von Haeften e il generale Hellmuth Stieff. Sia von Stauffenberg che von Haeften portavano una bomba nelle rispettive borse. Ognuno dei due ordigni, preparati da Wessel Freytag von Loringhoven, era composto da circa un chilogrammo di esplosivo al plastico, avvolto in una carta di colore marrone. Questi avrebbero dovuto essere innescati a tempo, attraverso un detonatore formato da una sottile molla di rame che sarebbe stata progressivamente corrosa da un acido.

Posizioni approssimative dei partecipanti alla riunione in relazione alla bomba della valigetta quando è esplosa: 1. Adolf Hitler, 2. Adolf Heusinger, 3. Günther Korten, 4. Heinz Brandt, 5. Karl Bodenschatz, 6. Heinz Waizenegger, 7. Rudolf Schmundt, 8. Heinrich Borgmann, 9. Walther Buhle, 10. Karl-Jesko von Puttkamer, 11. Heinrich Berger, 12. Heinz Assmann, 13. Ernst John von Freyend, 14. Walter Scherff, 15. Hans-Erich Voss, 16. Otto Günsche, 17. Nicolaus von Below, 18. Hermann Fegelein, 19. Heinz Buchholz, 20. Herbert Büchs, 21. Franz von Sonnleithner, 22. Walter Warlimont, 23. Alfred Jodl, 24. Wilhelm Keitel

Una volta giunto a Rastenburg, von Haeften ordinò al pilota di tenersi pronto a ripartire per la capitale da mezzogiorno in avanti e, lasciato l'aeroporto, i tre si diressero in automobile alla Wolfsschanze. Il dispositivo di sorveglianza del quartier generale di Hitler era formato da tre anelli, difesi da campi minati, casematte e barriere di filo spinato, superabili attraverso tre posti di blocco. Ogni ufficiale aveva a disposizione un lasciapassare speciale, valido una sola volta, e tutti dovevano essere soggetti alla perquisizione da parte di un ufficiale delle SS. I due cospiratori, convocati personalmente da Hitler, riuscirono facilmente a oltrepassare il dispositivo, presentandosi all'interno della "Tana del Lupo" intorno alle ore 11:00.
La riunione in cui avrebbe dovuto essere presente il Führer era in programma per le 13:00 e i due ufficiali, dopo una breve colazione, si recarono dal generale Fellgiebel che, insieme al generale Stieff, avrebbe dovuto trasmettere la notizia della morte di Hitler e quindi bloccare qualunque comunicazione verso l'esterno, per dare tempo ai cospiratori di avviare l'operazione Valchiria. Poco dopo le ore 12:00, insieme ai generali Walther Buhle ed Henning von Thadden, von Stauffenberg si recò dal feldmaresciallo Keitel per sottoporgli il contenuto della sua relazione e, dopo averne ottenuto l'approvazione, venne informato dell'anticipo della riunione alle 12:30 a causa dell'arrivo di Benito Mussolini, che sarebbe giunto in visita nel pomeriggio, alle 14:30. Il cambiamento di orario rese necessario accelerare l'operazione di innesco degli ordigni e von Stauffenberg chiese al feldmaresciallo il permesso di ritirarsi per qualche minuto per lavarsi e cambiarsi la camicia, chiedendo di essere accompagnato dal suo attendente. Il nervosismo di von Haeften tuttavia rischiò di compromettere l'operazione. Mentre von Stauffenberg era a colloquio con gli ufficiali, l'attendente lasciò l'esplosivo incustodito in una borsa su una scrivania, avvolto in una camicia, tanto che un sottufficiale delle SS gli chiese di cosa si trattasse, ma l'arrivo di von Stauffenberg risolse la situazione.
Una volta rimasti soli, i due iniziarono la preparazione dei due ordigni, ma, dopo l'innesco del primo, vennero richiamati dal feldmaresciallo Keitel poiché la riunione era già iniziata: un sergente bussò alla porta e fece ingresso nella stanza, vedendo i due ufficiali manipolare un oggetto e, dopo che Keitel disse ad alta voce «Stauffenberg si sbrighi», il sottufficiale rimase davanti alla porta aperta fino a che il colonnello non uscì con la borsa sotto il braccio, non riuscendo quindi a innescare la seconda bomba. Per non attirare troppo l'attenzione su di sé, Stauffenberg rinunciò a proseguire i preparativi, ritenendo erroneamente che il calore prodotto dall'esplosione di uno degli ordigni avrebbe fatto deflagrare anche il secondo. Una volta diretto verso la sala riunioni, il maggiore Ernst John von Freyend, attendente di Keitel, cercò di prendergli la borsa per affrettarsi, ma il colonnello non glielo permise e percorse velocemente i 500 metri che separavano la baracca dove aveva sostato dalla sala dove era in svolgimento la riunione, diversamente dalle informazioni in possesso di von Stauffenberg, che riteneva che questa si sarebbe tenuta nel bunker di cemento, che avrebbe amplificato la potenza dell'esplosione.

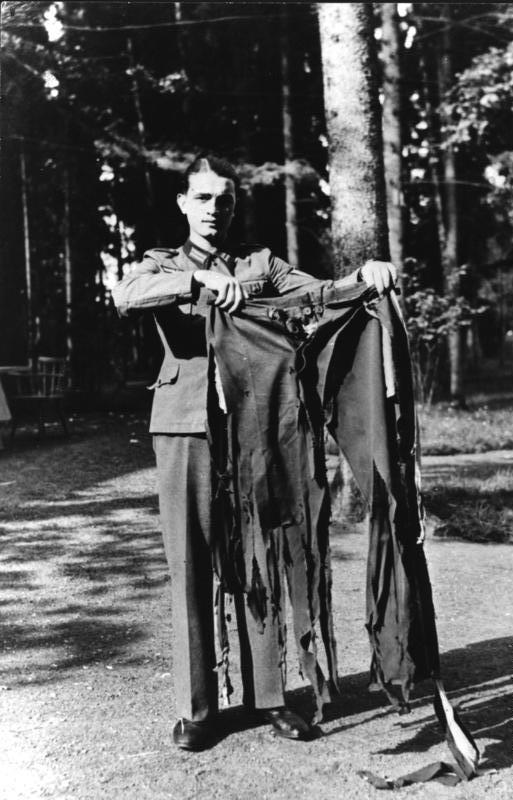
Un soldato mostra i pantaloni di Hitler, distrutti dalla deflagrazione della bomba

La sala riunioni era la caserma di Albert Speer, un comune edificio in mattoni e legno con larghe finestre, protette da serrandine di acciaio per difendere i presenti dalle schegge, che, a causa del caldo opprimente di quel giorno, erano tutte aperte. Von Stauffenberg iniziò a pensare che la carica potesse essere insufficiente, ma a quel punto era impossibile fermarsi. Non avendo potuto partecipare alla riunione, Göring e Himmler si erano fatti sostituire dai loro rispettivi aiutanti, i generali Karl-Heinrich Bodenschatz ed Hermann Fegelein. All'interno dell'edificio il colonnello chiese all'attendente di Keitel di essere posizionato vicino al Führer a causa dei suoi problemi di udito. L'ufficiale diede il suo assenso e, chiedendo all'ammiraglio Hans-Erich Voss di spostarsi dall'altra parte del tavolo per fargli posto, appoggiò la cartella di von Stauffenberg dietro al tenente generale Adolf Heusinger, che in quel momento stava presentando il suo rapporto in merito al fronte orientale. Il colonnello Heinz Brandt, che era in piedi accanto a Hitler, spinse con il piede la cartella dietro la gamba del tavolo, evitando così l'uccisione di Hitler, ma causando la propria morte.
Nella stanza si trovavano 24 persone e il feldmaresciallo Keitel richiamò l'attenzione di Hitler, dicendogli «Stauffenberg è arrivato, non vuole sentirlo su questo punto?» ma questi, dopo avere salutato il colonnello con un cenno del capo, rispose «Più tardi, lasciamo finire Heusinger». Immediatamente dopo, von Stauffenberg chiese all'attendente di Keitel di potere uscire per fare una telefonata e i due lasciarono insieme la stanza e, una volta giunti all'apparecchio telefonico, von Stauffenberg chiese di essere messo in comunicazione con il generale Fellgiebel. L'attendente fece ritorno nella stanza, mentre il colonnello, sollevato e riagganciato il ricevitore, uscì dall'edificio senza cintura né cappello di servizio, insospettendo così il capo telefonista Arthur Adam.

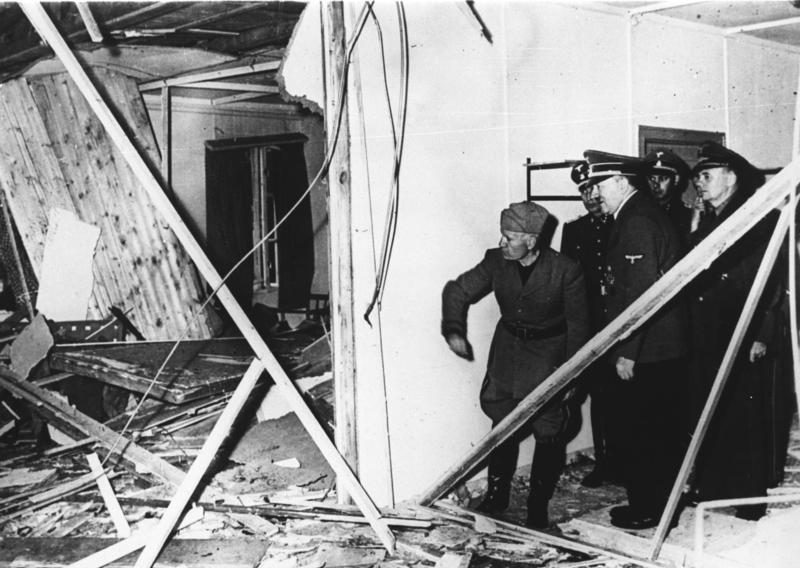
Adolf Hitler, scampato all'attentato, visita insieme a Benito Mussolini ciò che resta della sala riunioni

Mentre von Stauffenberg stava percorrendo a piedi i circa 300 metri che lo separavano dall'automobile, guidata dal tenente Erich Kretz, che lo attendeva, il generale Heusinger stava terminando la sua relazione e la sua frase «Se non facciamo ritirare immediatamente il nostro gruppo di armate che si trova accanto al lago Peipus, una catastrofe...» fu interrotta dall'esplosione che avvenne alle 12:42. Il colonnello, insieme al tenente von Haeften, salì in macchina e ordinò all'autista di partire. Egli ritenne che l'attentato fosse riuscito ma, nella confusione e nella fretta, non era riuscito a vedere nulla di quanto fosse realmente accaduto, mentre il generale Fellgiebel vide un uomo barcollante uscire dall'edificio distrutto, appoggiato al braccio di Keitel. Quell'uomo era Adolf Hitler, sopravvissuto quasi incolume all'attentato, riportando infatti solo alcune bruciature alla gambe e la perforazione del timpano destro. Lo scoppio della bomba aveva invece ferito a morte tre ufficiali (il colonnello Brandt, i generali Günther Korten e Rudolf Schmundt) e lo stenografo Heinrich Berger. L'aiutante di Hitler, Otto Günsche, fu l'unica persona ad essere gettata fuori dalla finestra aperta, secondo la sentinella Kurt Salterberg. A testimonianza del suo medico Erwin Giesing, Hitler accusò un costante dolore all'orecchio destro, con sporadiche e copiose uscite di sangue dallo stesso. Tuttavia le lesioni ai timpani avrebbero potuto essergli fatali: uscendo dalla sala riunioni qualcuno aveva voluto pulirgli le orecchie con dell'acqua, ma all'ultimo momento gli era stato impedito di farlo. Consultato in seguito per una cura, il professor Carl Otto von Eicken, stimato otorinolaringoiatra dell'ospedale della Charité di Berlino, aveva spiegato a Hitler che introdurre acqua, per di più sporca, non sterile, nei canali uditivi avrebbe sicuramente causato la sua morte.
L'allarme generale non scattò subito perché le mine nella foresta erano spesso innescate dai cervi selvaggi. Alle 12:44 von Stauffenberg uscì dalla Tana del Lupo. Per convincere il sottufficiale di guardia, il sergente Kolbe della Führer-Begleit-Division, a lasciarlo passare al posto di controllo esterno e a recarsi all'aeroporto, von Stauffenberg telefonò a un ignaro conoscente con cui aveva fatto colazione, il capitano di cavalleria della riserva Leonhard von Möllendorff, riuscendo a fargli credere che lo stesso comandante, Gustav von Streve, gli avesse dato il permesso di lasciare il quartier generale del Führer. Alcuni storici indicano anche von Möllendorff come membro della cospirazione, circostanza negata o non confermata da altri. Durante il tragitto von Haeften riuscì a liberarsi della seconda bomba, che fu ritrovata dalla Gestapo alcune ore dopo, poiché l'autista lo aveva visto dallo specchietto retrovisore mentre la gettava in un'area della foresta, ed entrambi s'imbarcarono sull'aereo messogli a disposizione dal generale Eduard Wagner per fare ritorno a Berlino.

## Le conseguenze

### L'inizio dell'operazione Valchiria

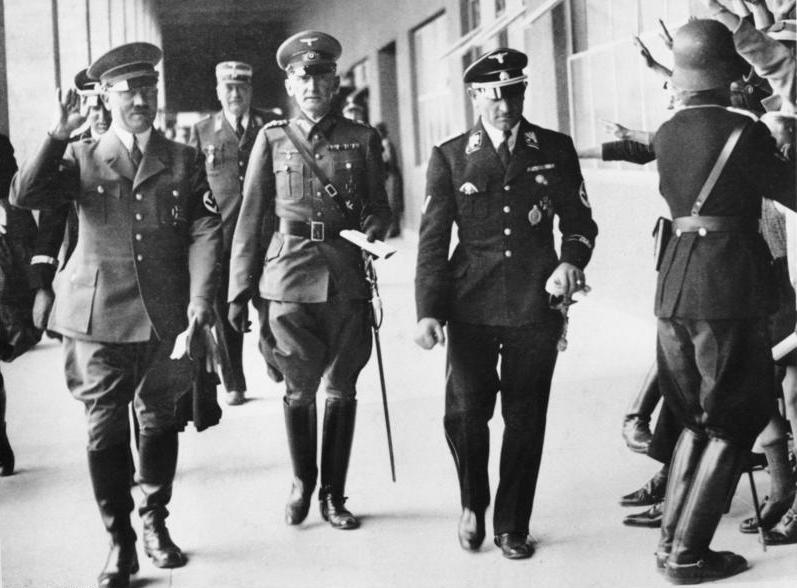
Il feldmaresciallo Erwin von Witzleben, al centro tra Adolf Hitler e Josef Dietrich, alla cerimonia di apertura dei Giochi olimpici di Berlino del 1936

Dopo l'esplosione, da Rastenburg il generale Fellgiebel doveva informare Berlino dell'accaduto, ma i segnali a sua disposizione erano solo due, ossia quello di avvio dell'operazione Valchiria e quello di arresto. Non era stata presa in considerazione l'ipotesi che la bomba scoppiasse dando quindi avvio al colpo di Stato, ma che Hitler potesse comunque sopravvivere all'attentato. Nell'impossibilità di contattare von Stauffenberg, le comunicazioni con l'ufficio del generale Olbricht furono confuse e il generale, per non compromettere definitivamente il colonnello, parlando con il generale Fritz Thiele disse semplicemente «è successa una cosa terribile, il Führer è vivo». La confusione delle informazioni fu tale che la milizia territoriale non venne messa in movimento fino all'arrivo a Berlino di von Stauffenberg. Questi diede il via al piano, comunicando a tutti i distretti la morte del Führer, nonostante il rifiuto del generale Fromm a collaborare. Fromm infatti aveva parlato personalmente con il feldmaresciallo Keitel, il quale gli aveva riferito che il Führer era vivo e che aveva ripreso il controllo della situazione.
Nonostante il ritardo nell'avvio delle operazioni, riprese solo alle 16:00, furono diramate per radio le nomine per il nuovo regime, ma queste comunicazioni iniziarono a essere smentite dai messaggi provenienti da Rastenburg: la lentezza e le esitazioni nell'attuazione delle operazioni, unite al fallimento dell'attentato, furono fatali ai cospiratori.

### La repressione
Verso le 18:00 il generale Joachim von Kortzfleisch, comandante del III gruppo della difesa e distante cugino di Stauffenberg, fu convocato al Bendlerblock, ma si rifiutò di obbedire agli ordini di Olbricht, sostenendo che il Führer non era morto. Venne così arrestato e tenuto sotto sorveglianza e al suo posto venne nominato il generale Karl Freiherr von Thüngen, che tuttavia non fu in grado di mobilitare le sue truppe. Il generale Fritz Lindemann, che avrebbe dovuto leggere alla radio un proclama al popolo tedesco, non si presentò, né la radio né il quartier generale della Gestapo vennero occupati, e alle 18:45 la radio tedesca iniziò a diffondere ripetutamente un messaggio che spiegava che il Führer era stato oggetto di un attentato che l'aveva però lasciato illeso e che era in atto un colpo di stato.
Inutilmente von Stauffenberg cercò di smentire la notizia. A Praga e Vienna i comandanti territoriali che avevano iniziato ad arrestare le SS liberarono i prigionieri, ristabilendo l'ordine. Alle 19:00 circa Hitler effettuò diverse telefonate, mentre il ministro della propaganda Joseph Goebbels si attivò per smentire la notizia della sua morte. Il maggiore Otto Ernst Remer, che si era presentato per arrestare lo stesso Goebbels, dallo stesso ministro fu messo in contatto con Hitler, che lo rassicurò sulle sue condizioni, lo promosse colonnello e gli ordinò di fermare il colpo di stato e arrestare vivi i cospiratori per essere processati.

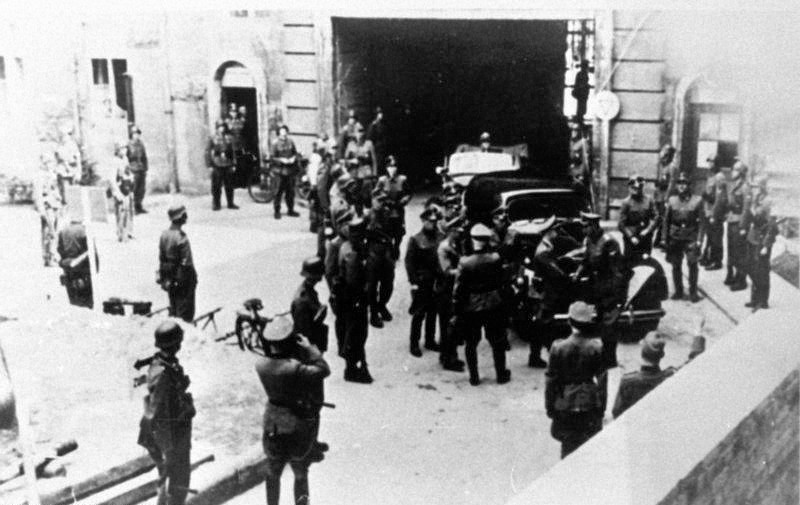
Soldati ed SS nel cortile interno del Bendlerblock, quartier generale e luogo della fucilazione dei congiurati

Remer, prima di assolvere il suo compito, ricevette la notizia che un'unità corazzata, allertata dai cospiratori, si era radunata nella Fehrbelliner Platz. Remer si mise immediatamente in contatto con questi e, nonostante l'autorità di comando su tutte le forze armate disponibili nella capitale che Hitler gli aveva conferito, ricevette risposta che l'unità avrebbe obbedito solo agli ordini di Heinz Guderian. L'eventuale intervento di un'unità corazzata avrebbe messo i cospiratori in una condizione di vantaggio rispetto ai reparti della divisione Großdeutschland che lui comandava. Tuttavia la situazione venne risolta dal tenente colonnello Gehrke, che convinse gli equipaggi dei panzer della stabilità della situazione, richiamando la loro fedeltà al Führer.
Il colonnello Remer ordinò alle sue truppe di circondare ed isolare il Bendlerblock, senza entrare nell'edificio. Alle ore 20:00 Witzleben arrivò al Bendlerblock, dove discusse con Stauffenberg che insisteva ancora sul proseguimento del colpo di stato. Nello stesso momento, il sequestro del governo di Parigi venne interrotto quando il feldmaresciallo Günther von Kluge venne a sapere che Hitler era vivo. Alle 20:30 il feldmaresciallo Keitel diffuse un messaggio in cui si affermava che Heinrich Himmler era stato nominato da Hitler comandante dell'esercito territoriale al posto di Fromm e che da quel momento si sarebbe dovuto obbedire solo agli ordini che provenivano da lui. Alle 22:30, dopo una breve sparatoria all'interno del Bendlerblock, i principali congiurati vennero arrestati da alcuni ufficiali fedeli al generale Fromm, guidati dal tenente colonnello Franz Herber. Poco dopo la mezzanotte del 21 luglio, il colonnello Claus von Stauffenberg, il generale Friedrich Olbricht, il colonnello Albrecht Mertz von Quirnheim ed il tenente Werner von Haeften, su ordine del generale Fromm, vennero fucilati nel cortile interno del Bendlerblock da un plotone di dieci uomini del battaglione, sotto il comando del sottotenente Werner Schady. Pochi minuti dopo lo Standartenführer Otto Skorzeny arrivò con una squadra di SS e, dopo aver vietato altre esecuzioni, arrestò i congiurati rimasti e li consegnò alla Gestapo, che immediatamente si attivò per scoprire tutte le persone coinvolte nell'attentato. Olbricht e Stauffenberg furono rimpiazzati da Himmler con il generale Hans Jüttner.

### I processi

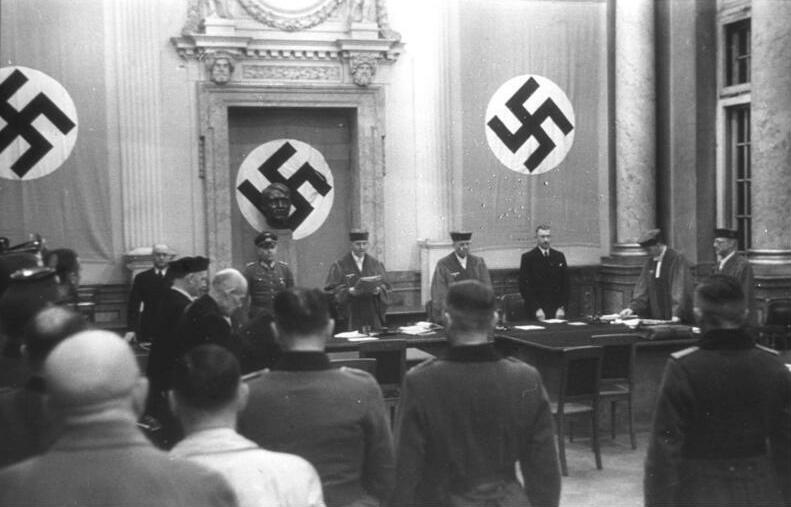
Il processo ai partecipanti del complotto del 20 luglio, presieduto dal giudice nazista Roland Freisler

Nelle settimane successive la Gestapo catturò quasi tutti coloro che avevano la più remota connessione con l'attentato; la scoperta di lettere e diari nelle case e negli uffici degli arrestati rivelò i piani dei congiurati fin dal 1938, portando ad una serie di arresti, tra cui quello di Franz Halder, condotto poi in un campo di concentramento. Seguendo il cosiddetto Sippenhaft, l'arresto per motivi di parentela, vennero arrestati tutti i parenti dei principali congiurati. Alla fine furono circa 5.000 le persone arrestate dalla Gestapo e circa 200 i giustiziati; non erano tutti collegati con la congiura, ma tuttavia la polizia politica colse l'occasione per regolare i conti con molte altre persone sospettate di avere simpatie con l'opposizione nazista. Anche Erwin Planck, il figlio del famoso fisico Max Planck, venne giustiziato per il suo coinvolgimento.

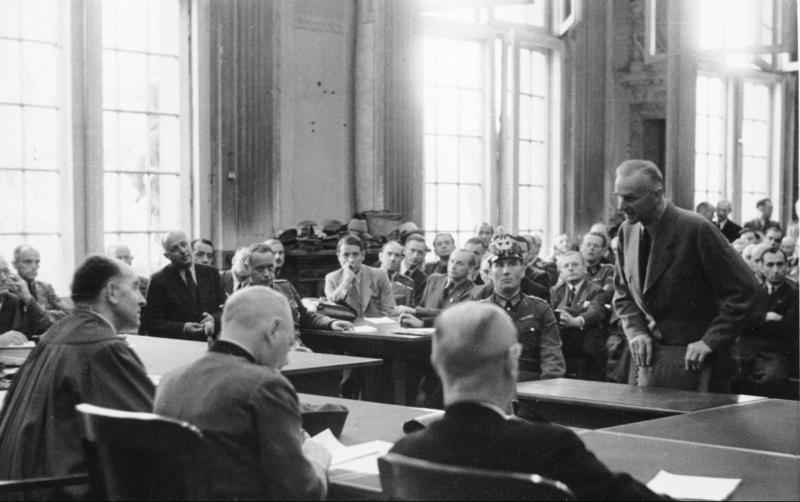
Carl Friedrich Goerdeler durante un momento del processo

I partecipanti al complotto vennero processati dal Volksgerichtshof ("Tribunale del Popolo"), presieduto dal giudice Roland Freisler, il quale condannò a morte tutti gli imputati a seguito di processi brevissimi svolti tra il 7 e l'8 agosto. Pochissimi tra i congiurati cercarono di fuggire o di negare le loro colpe. I processi vennero condotti senza una vera e propria difesa e senza alcun riguardo nei confronti delle persone accusate, obbligate a presentarsi ai processi privi di cinture e con indosso abiti fuori misura allo scopo di renderli grotteschi. 
Anche il tentativo di Fromm di scampare al processo, ordinando l'immediata esecuzione di Stauffenberg e di altri congiurati, fu infruttuoso: venne arrestato il 21 luglio e in seguito condannato a morte dal Tribunale del Popolo. Nonostante il suo coinvolgimento nella cospirazione, venne accusato esclusivamente di scarso rendimento nelle sue funzioni. Fu giustiziato a Brandeburgo sulla Havel e Hitler in persona commutò la condanna a morte per impiccagione alla "più onorevole" fucilazione.

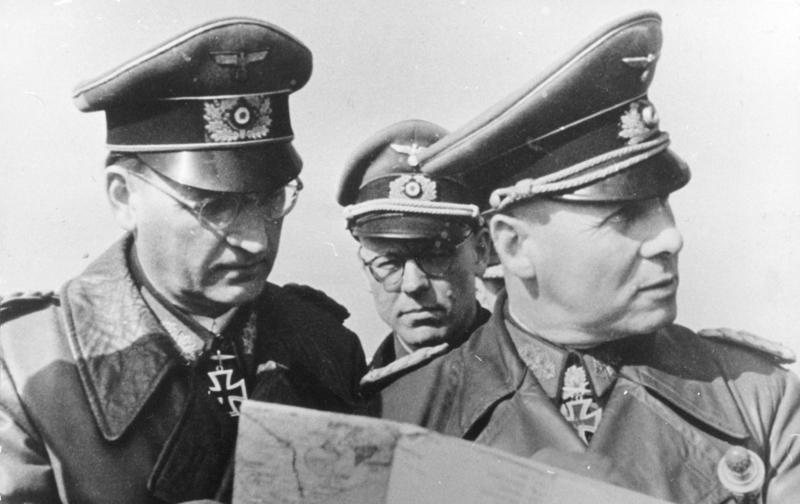
Il feldmaresciallo Erwin Rommel, qui insieme al generale Hans Speidel, indotto a suicidarsi dopo l'attentato

Pochissimi riuscirono a sfuggire al Tribunale del Popolo; tra questi il feldmaresciallo von Kluge ed i generali Wagner e von Tresckow, che si suicidarono; quest'ultimo prima della sua morte disse a Fabian von Schlabrendorff: «Il mondo intero ora ci diffamerà, ma io sono ancora del tutto convinto che abbiamo fatto la cosa giusta. Hitler è l'acerrimo nemico non solo della Germania, ma del mondo intero». Durante un interrogatorio, Karl-Heinrich von Stülpnagel fece il nome del feldmaresciallo Erwin Rommel; pochi giorni dopo, il consigliere personale di Stülpnagel, Cesare von Hofacker ammise sotto tortura che Rommel era un membro attivo della cospirazione e, nonostante non vi fosse stata alcuna partecipazione diretta da parte sua, il feldmaresciallo fu costretto a togliersi la vita il 14 ottobre 1944.
Hitler stesso volle che i colpevoli venissero "impiccati e appesi come bestiame al macello".

### Le esecuzioni

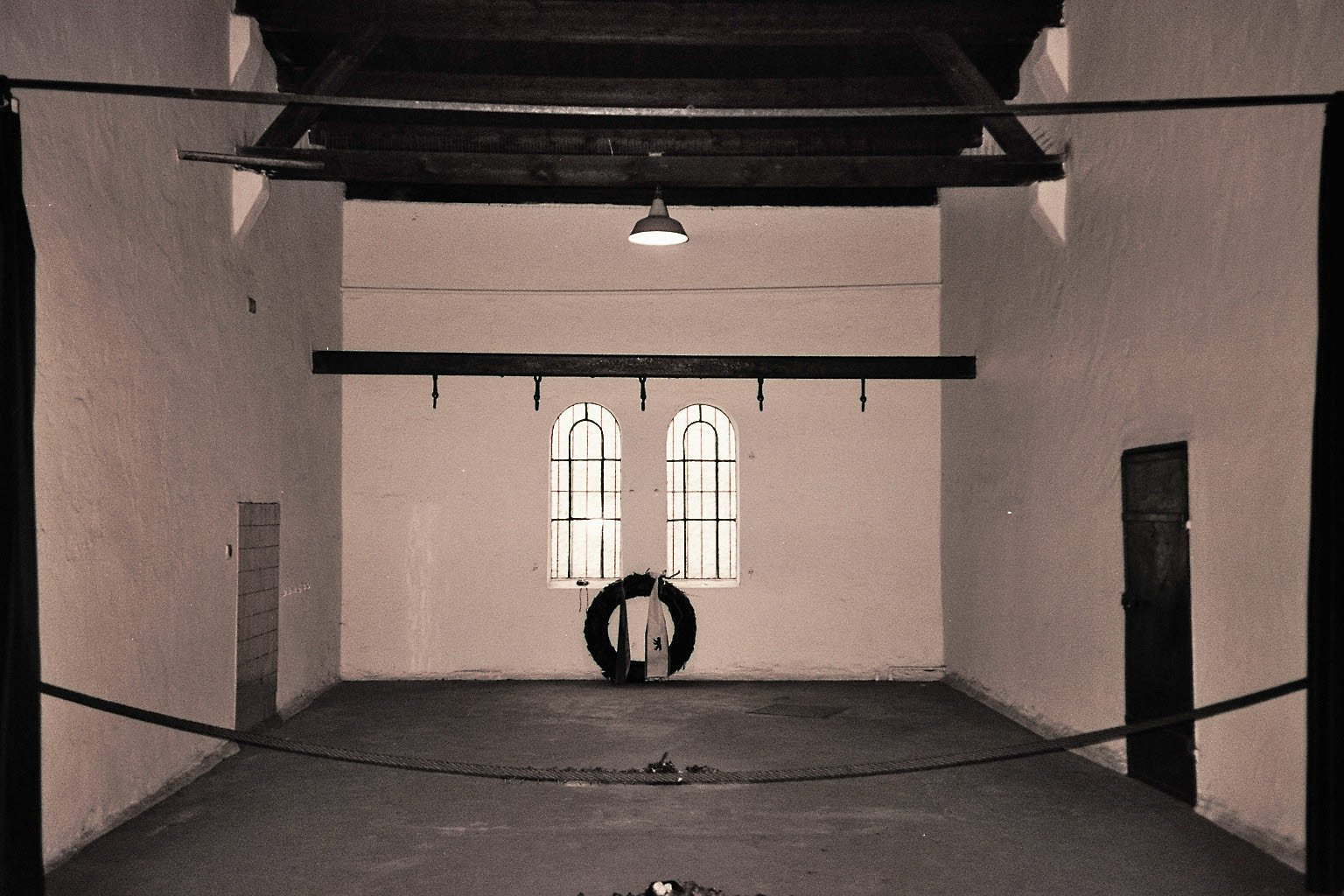
La stanza delle esecuzioni per i congiurati, nel carcere berlinese di Plötzensee

L'esecuzione, condotta dal boia Wilhelm Röttger, fin dalle prime condanne avvenne nel carcere di Plötzensee, a poche ore dalla lettura della sentenza, come Hitler stesso aveva richiesto quando aveva preteso che i colpevoli venissero "impiccati e appesi come bestiame al macello". La vendetta ebbe luogo come preteso dal dittatore: i condannati vennero impiccati con cappi fatti di corde di pianoforte ed i loro corpi furono appesi poi a ganci da macellaio.
Hitler fu subito messo al corrente delle avvenute esecuzioni capitali. Bernard Freytag von Loringhoven, giovane ufficiale aiutante di campo del generale Guderian, che era presente in una riunione nella Tana del lupo quando arrivò la notizia, affermó: "Stavo ascoltando Guderian parlare della situazione sul fronte orientale quando Fegelein aveva fatto irruzione nella sala, interrompendo bruscamente la relazione e gettando un fascio di fotografie sul tavolo delle carte del Führer. Con mio grande stupore - continua - mi resi conto che si trattava delle esecuzioni dell'8 agosto. Hitler inforcó gli occhiali, afferrò avidamente le macabre immagini e le guardò a lungo, con una sorta di godimento morboso".
Tutte le esecuzioni furono filmate in maniera meticolosa e dettagliata per circa quattro ore di filmato: questo venne mostrato a Hitler, che lo aveva commissionato, e successivamente ad altri gerarchi, non pochi dei quali si sentirono male e dovettero abbandonare la sala di proiezione. Il filmato venne proiettato per l'ultima volta nel 1950 e da allora occultato a Berlino.
Altri congiurati, tra cui l'ammiraglio Wilhelm Canaris, ex capo dell'Abwehr, e il generale Hans Oster, furono arrestati e giustiziati il 9 aprile 1945 nel campo di concentramento di Flossenbürg. I parenti dei congiurati, arrestati secondo le norme del Sippenhaft, vennero internati nei campi di concentramento; tra questi vi furono dieci membri della famiglia Stauffenberg, tra i quali Berthold, che fu processato e giustiziato, otto della famiglia Gordeler e molti altri familiari dei congiurati, alcuni dei quali persero la vita.
Dal momento del loro arresto e del loro internamento, mano a mano che gli Alleati avanzavano, essi vennero spostati da un campo all'altro fino alla loro liberazione, avvenuta in Tirolo da parte degli americani il 28 aprile 1945. 
Oggi a Berlino, nella prigione di Plötzensee dove furono eseguite le sentenze di morte, c'è un museo commemorativo per le vittime del processo.

## I protagonisti della vicenda

### I partecipanti alla riunione del 20 luglio
In corsivo e con (†) le persone che rimasero uccise nell'esplosione.
- Adolf Hitler
- Feldmaresciallo Wilhelm Keitel
- Generale Alfred Jodl
- Generale Walter Warlimont
- Franz von Sonnleithner
- Maggiore Herbert Büchs
- Obergruppenführer Hermann Fegelein
- Colonnello Nicolaus von Below
- Ammiraglio Hans-Erich Voss
- General-maggiore Walter Scherff
- Maggiore Ernst John von Freyend
- Sturmbannführer Otto Günsche

- Ammiraglio Karl-Jesko von Puttkamer
- Generale Walther Buhle
- Colonnello Heinrich Borgmann
- Tenente colonnello Heinz Waizenegger
- Generale Karl-Heinrich Bodenschatz
- Colonnello Claus von Stauffenberg
- Generale Adolf Heusinger
- Stenografo Heinz Buchholz
- Generale Rudolf Schmundt (†)
- Colonnello Heinz Brandt (†)
- Generale Günther Korten (†)
- Stenografo Heinrich Berger (†)

### I cospiratori direttamente coinvolti
Molte personalità militari che ricoprivano posizioni importanti nell'ingranaggio militare tedesco e importanti esponenti dell'imprenditoria industriale, appartenevano a circoli antinazisti, segretamente od a titolo personale, anche se non tutti concordavano sull'eliminazione fisica di Hitler e dei principali gerarchi; molti erano i simpatizzanti che non avrebbero agito concretamente, o, appellandosi al giuramento di fedeltà, disposti a mostrare i loro veri sentimenti solo dopo la morte del Führer.
Fra coloro che parteciparono direttamente all'attentato vi furono:
- Claus Schenk von Stauffenberg, capo di stato maggiore della milizia popolare.
- Ludwig Beck, già capo di stato maggiore dell'esercito, dopo il colpo di stato avrebbe dovuto ricoprire il ruolo di capo provvisorio dello Stato.[61]
- Erwin von Witzleben, feldmaresciallo, designato a divenire il comandante supremo dell'esercito.
- Friedrich Olbricht, intendente generale dell'esercito territoriale.
- Henning von Tresckow, capo di Stato Maggiore del gruppo d'armate di centro sul fronte orientale.
- Erich Fellgiebel, capo ufficio segnalazioni a Rastenburg; non riuscì nel suo intento di bloccare le comunicazioni.[62]
- Werner von Haeften, aiutante di von Stauffenberg.
- Albrecht Mertz von Quirnheim, capo di stato maggiore del generale Olbricht.
- Hellmuth Stieff, si recò a Rastenburg insieme a von Stauffenberg e von Haeften.
- Eduard Wagner, mise a disposizione l'aereo con cui von Stauffenberg si recò e ripartì da Rastenburg.
- Fritz Thiele, generale dello stato maggiore del generale Olbricht.
- Friedrich Karl Klausing, collaboratore di von Stauffenberg.
- Carl Friedrich Goerdeler, designato a divenire Cancelliere del Reich.
- Wolf-Heinrich von Helldorf, capo della polizia di Berlino, che garantì la collaborazione delle forze dell'ordine della capitale.

## Cinematografia

### Film
- Rommel, la volpe del deserto (The Desert Fox: The Story of Rommel), regia di Henry Hathaway (1951)
- Accadde il 20 luglio (Es geschah am 20. Juli), regia di Georg Wilhelm Pabst (1955)
- Operazione walkiria (Der 20. Juli), regia di Falk Harnack (1955)[63]
- La notte dei generali (The Night of the Generals), regia di Anatole Litvak (1967)
- Il complotto di luglio, regia di Vittorio Cottafavi - film TV (1967)
- Il complotto per uccidere Hitler (The Plot to Kill Hitler), regia di Lawrence Schiller - film TV (1990)
- Die Stunde der Offiziere, regia di Hans-Erich Viet - film TV (2003)
- Stauffenberg - Attentato a Hitler, regia di Jo Baier (2004)
- Operazione Valchiria (Valkyrie), regia di Bryan Singer (2008)
- Rommel, regia di Niki Stein - film TV (2012)

### Documentari
- Geheime Reichssache, regia di Jochen Bauer (1979)[64]
- The Restless Conscience: Resistance to Hitler Within Germany 1933-1945, regia di Hava Kohav Beller (1992)[65]

## Memoria
Un memoriale dedicato all'attentato è stato allestito, dopo la guerra, al piano terra del Landesmuseum Württemberg di Stoccarda.